# 15896 Birkhoff
15896 Birkhoff este un asteroid din centura principală de asteroizi.

## Descriere
15896 Birkhoff este un asteroid din centura principală de asteroizi. A fost descoperit pe 13 iunie 1997 la Prescott (Arizona) de Paul G. Comba. Asteroidul prezintă o orbită caracterizată de o semiaxă mare de 2,42 ua, o excentricitate de 0,15 și o înclinație de 2,0° în raport cu ecliptica.